# Mnesilochus nieuwenhuisi
Mnesilochus nieuwenhuisi is een insect uit de orde Phasmatodea en de  familie Phasmatidae. De wetenschappelijke naam van deze soort is voor het eerst geldig gepubliceerd in 1994 door Bragg.